# Vitplister
Vitplister (Lamium album) är en kransblommig växt med vita blommor.

## Beskrivning
Vitplister är mångårig med jordstam. Den har lång blomningstid (maj-september). Arten växer gärna på odlad mark, i täta bestånd vid vägar, gator och murar. Den är vanlig i Sveriges östra landskap långt upp i Norrland (sällsyntare inne i landet och västerut) och finns även i södra Finland och här och där i Norge upp till Trondheim.
Örtståndet producerar en eterisk olja med mycket frän lukt. De späda skotten som kommer tidigt på våren har trots det förr använts som grönkål. De tidigaste skotten av vitplister är lätta att förväxla med nässelskott, då dessa samlas för att användas som kål, och de två växer ofta tillsammans. Men skulle de förväxlas är ingen olycka skedd, utom att nässlan ger en läckrare kål än "blindnässlan".

## Bygdemål
| Namn        | Trakt        | Kommentar                              |
| ----------- | ------------ | -------------------------------------- |
| Blindnässla | —            | Namnet pga. viss likhet med brännässla |
| Vidsua      | Skåne (Oxie) | Vid = skånska för vit; jämför gulsuga  |

Övriga tidiga regionala namnformer är Plister, Sockernässla, Pipnässla och Korsnäta.

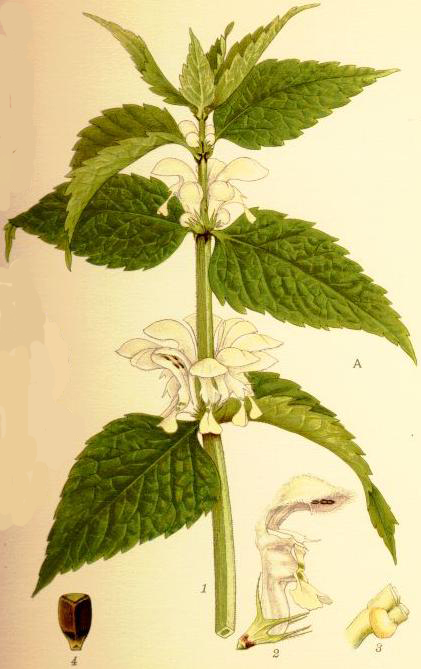
En skiss av Vitplister.

## Synonymer
- Lamium album L.
- Lamium album f. barbatum (Siebold & Zuccarini) Y.S.Kim & S.J.Park
- Lamium album subsp. barbatum (Siebold & Zuccarini) J.Mennema
- Lamium album var. barbatum (Siebold & Zuccarini) Franchet & Savatier
- Lamium album var. brachyodon Bordz.
- Lamium album subsp. crinitum (Montbr. & Auch. ex Bentham) J.Mennema
- Lamium album subsp. hyrcanicum (Khokhr.) Yu.L.Menitski
- Lamium album var. kitadakense N.Yonezawa
- Lamium album subsp. orientale Kamelin & A.L.Budantsev
- Lamium album subsp. sempervirens (Khokhr.) Yu.L.Menitski
- Lamium album subsp. transcaucasicum (Khokhr.) Yu.L.Menitski
- Lamium album subsp. turkestanicum (Kuprian.) Kamelin & A.L.Budantsev
- Lamium barbatum Siebold & Zuccarini
- Lamium barbatum var. glabrescens C. Y. Wu & Hsuan
- Lamium barbatum var. hirsutum C. Y. Wu & Hsuan
- Lamium barbatum var. rigidum C. Y. Wu & Hsuan
- Lamium brachyodon (Bordz.) Kuprian.
- Lamium capitatum Sm.
- Lamium crinitum Montb. & Auch.
- Lamium dumeticola Klokov
- Lamium hyrcanicum A.P.Khokhrjakov
- Lamium petiolatum Royle ex Bentham
- Lamium sempervirens A.P.Khokhryakov
- Lamium transcaucasicum A.P.Khokhrjakov
- Lamium turkestanicum Kuprian.